# Katsuto Momii

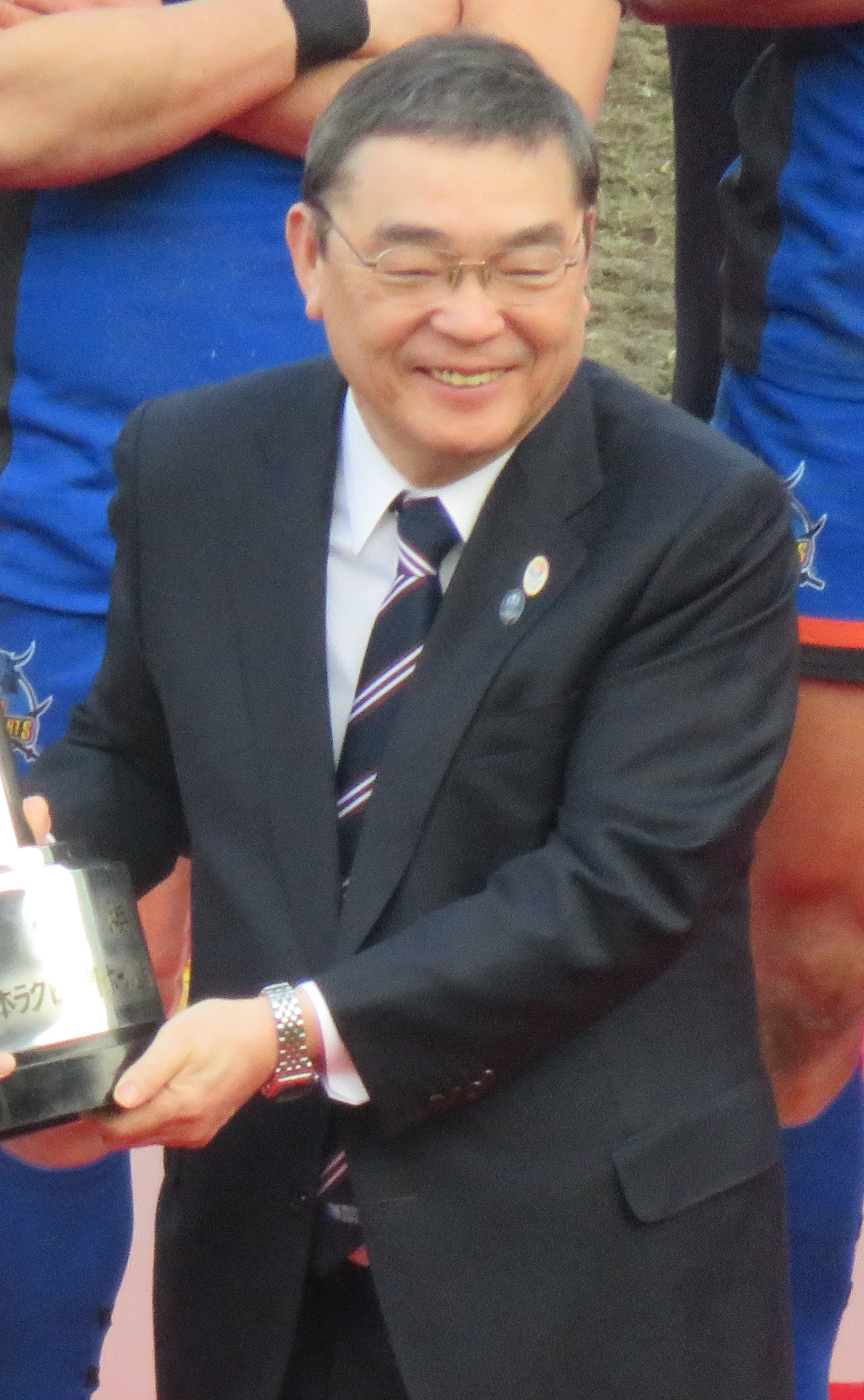
Katsuto Momii

Katsuto Momii (jap. 籾井 勝人, Momii Katsuto; * 4. März 1943 in Yamada (heute: Kama), Präfektur Fukuoka) ist ein japanischer Manager und seit Januar 2014 Vorsitzender (kaichō) des öffentlich-rechtlichen Rundfunksenders NHK (engl. Japan Broadcasting Corp.).
Momii arbeitete nach seinem Studium an der wirtschaftswissenschaftlichen Fakultät der Universität Kyūshū ab 1965 für Mitsui Bussan (engl. Mitsui & Co., Ltd.), wo er 1997 in den Vorstand aufstieg und unter anderem die US-Tochtergesellschaft leitete und Vizepräsident war. 2005 wechselte er zu Nihon Unisys (engl. ~), das er bis 2011 als Präsident führte. Danach war er als Berater tätig und außerdem Vizepräsident der Nippon Badminton Kyōkai und bis 2013 Präsident der Badminton Asia Confederation.
Im Dezember 2013 bestimmte der Leitungsausschuss (keiei iinkai) der NHK Momii zum Nachfolger von Masayuki Matsumoto, der sich nach einer dreijährigen Amtszeit von der Spitze der NHK zurückzog. Momii trat den Vorsitz am 25. Januar 2014 an. In Interviews zum Amtsantritt löste er Proteste in der nationalen und internationalen Öffentlichkeit aus, als er die politische Neutralität der NHK in Frage stellte, forderte, die NHK solle in Territorialkonflikten mit Nachbarstaaten deutlicher Stellung beziehen, das Gesetz der Regierung Abe zum Schutz von Staatsgeheimnissen verteidigte und die Zwangsprostitution für das japanische Militär im Pazifikkrieg („Trostfrauen“) als normale Praxis eines Landes im Krieg bezeichnete.